# Anglo-canadiano
Um anglo-canadiano (português europeu) ou anglo-canadense (português brasileiro) é o canadiano que possui ancestralidade inglesa. O termo English Canadian é utilizado sobretudo para constratar com um franco-canadiano. O Canadá é um país oficialmente bilíngue e pluricultural, tendo o francês e o inglês como línguas oficiais. Além disso o país preserva diversas comunidades de imigrantes e seus descendentes e os mesmos têm a liberdade para manterem suas características culturais originais.
Alguns anglo-canadianos são descendentes de anglo-americanos que migraram para o Canadá após a Independência dos Estados Unidos da América.
Apesar disso, muitos anglo-canadianos não têm interesse em preservar suas raízes inglesas, sentindo-se, dessa forma, apenas canadianos.
Além do termo anglo-canadiano, o termo anglófono canadiano é largamente utilizado.
Notavelmente, 46% dos canadianos que falam inglês vivem na província de Ontário, e os outros 30% nas duas províncias ocidentais de British Columbia e Alberta. Os anglo-canadianos são minorias apenas em Quebec e Nunavut. Nos casos de Quebec e Nova Brunswick, a grande maioria dos não-anglófonos da população fala francês, enquanto no caso de Nunavut as pessoas falam inuktitut.